# Xenotyphlops grandidieri
Xenotyphlops grandidieri je druh slepého hada z čeledi Xenotyphlopidae endemicky žijící na Madagaskaru. Dorůstá délky 27 cm. Žádné poddruhy zatím nejsou známy.

## Taxonomie
Jediným známým druhem je X. Grandidieri.  

## Etymologie
Druhové jméno dostal had podle francouzského biologa Alfreda Grandidiera.